# Chowdhury Kamal Ibne Yusuf
Chowdhury Kamal Ibne Yusuf (Faridpur, siglo XX - Daca, 9 de diciembre de 2020) fue un político bangladesí que se desempeñó como ministro del gobierno. Fue líder del Partido Nacionalista de Bangladés.

## Familia
Yusuf nació en una familia bengalí Zamindar del distrito de Faridpur. Su abuelo fue el zamindar Chowdhury Moyezuddin Biwshash. Su padre, Yusuf Ali Chowdhury (Mohan Mia), fue un líder de la Liga Musulmana durante el gobierno británico y que apoyó a Pakistán durante la guerra de liberación de Bangladés. Su tío Chowdhury Abdallah Zaheeruddin (Lal Mia) había sido ministro del gabinete en el gobierno del presidente Ayub Khan, mientras que otro tío, Enayet Hossain Chowdhury, se convirtió en miembro de la Asamblea Nacional de Pakistán.

## Carrera
Yusuf se unió al Partido Nacionalista de Bangladés (BNP) dirigido por el presidente Ziaur Rahman después de la formación del partido en 1979. Fue elegido al parlamento en las elecciones de 1979. En 1981 fue nombrado ministro en el gobierno del presidente juez Abdus Sattar. En 1991 fue elegido nuevamente y fue nombrado ministro de Salud en el gabinete de la primera ministra Begum Khaleda Zia. Ganó las elecciones generales en 1996 a pesar de que el BNP perdió el poder ante la Liga Awami. También ganó las elecciones de 2001, tras las cuales fue nombrado Ministro de Alimentación y Gestión de Desastres. Perdió su escaño en las elecciones generales de 2008. Fue el vicepresidente de BNP.

## Vida personal
Yusuf tuvo una hija, llamada Chowdhury Naiab Yusuf.
Falleció el 9 de diciembre de 2020 a los ochenta y un años por complicaciones de COVID-19.